# Blepharita urupolia
Blepharita urupolia är en fjärilsart som beskrevs av Felix Bryk 1942. Blepharita urupolia ingår i släktet Blepharita och familjen nattflyn. Inga underarter finns listade i Catalogue of Life.